# Tribunal Superior de Justicia de Castilla y León
El Tribunal Superior de Justicia de Castilla y León (TSJCyL) es el máximo órgano del poder judicial en la comunidad autónoma española de Castilla y León. Tiene su sede en Burgos.

## Historia
Su antecedente más directo fueron las antiguas Audiencias Territoriales nacidas en 1812. El actual Tribunal Superior de Justicia fue creado en 1985 a partir del artículo 26 de la Ley Orgánica del Poder Judicial, constituyéndose el 23 de mayo de 1989.

## Competencias
El Tribunal Superior de Justicia de Castilla y León es un órgano del Poder Judicial de España cuya finalidad principal es ejercer la jurisdicción, esto es, resolver litigios con eficacia de cosa juzgada, en el territorio de la comunidad autónoma de Castilla y León. Alcanza a todo su ámbito territorial, en los órdenes civil, penal, contencioso-administrativo y social, sin perjuicio de las competencias que correspondan al Tribunal Supremo. También tiene encomendada la resolución de las cuestiones de competencia que se planteen entre órganos judiciales en Castilla y León.

## Regulación
Su organización, competencias y funcionamiento se regulan en la Ley Orgánica 6/1985, de 1 de julio, del Poder Judicial, y sus diversas modificaciones.

## Organización
El alto tribunal castellanoleonés se divide en cuatro órganos:
- La Sala de Gobierno
- La Sala de lo Civil y Penal
- La Sala de lo Contencioso-Administrativo
- La Sala de lo Social

## Sede
El Tribunal Superior de Justicia de Castilla y León tiene su sede en la ciudad de Burgos.
La sede del Tribunal Superior de Justicia de Castilla y León ha estado situada desde sus inicios en el histórico edificio de 1883 conocido como Palacio de Justicia de la Isla de Burgos.
Durante las obras de rehabilitación y modernización de dicho edificio histórico la sede se trasladó temporalmente al edificio de juzgados de la calle San Juan, número 2, que actualmente es el centro cívico de San Juan.
En 2012, se inauguró la renovada sede, tras la rehabilitación del Palacio de Justicia de Burgos, situado en el Paseo de la Audiencia, en pleno centro histórico de la ciudad.
Comparte edificio con la Audiencia Provincial de Burgos.
Para los órdenes jurisdiccionales de lo Contencioso-administrativo y de lo Social existe una sede también en Valladolid, que comprende además de la suya las provincias de 
León, Palencia, Salamanca y Zamora; por su parte, la sede de Burgos incluye las provincias de Ávila, Segovia y Soria, además de la suya propia.

## Presidencia
El presidente del TSJCyL es nombrado por el rey, a propuesta del Consejo General del Poder Judicial. En la actualidad ocupa el cargo Ana del Ser López.